# Iberische Waldspitzmaus
Die Iberische Waldspitzmaus (Sorex granarius) ist ein Säugetier aus der Familie der Spitzmäuse. Sie ist in Portugal und Spanien endemisch.

## Kennzeichen
Die Kopf-Rumpf-Länge der Iberischen Waldspitzmaus liegt mit etwa 63,2 mm im mittleren Bereich der Gattung Sorex. Die Schwanzlänge beträgt 40,4 mm, das Gewicht etwa 6,3 g. Adulte Tiere sind dreifarbig, mit dunkler Rückenfärbung, etwas helleren Flanken und einem weiß-grauen Bauch. Jungtiere sind lediglich zweifarbig, mit dunklerer Färbung am Rücken, und hellerer Färbung am Bauch.

## Lebensraum
Die Iberische Waldspitzmaus beheimatet Habitate mit typisch atlantischem Klima. Sie bevorzugt feuchte Gebiete mit dichtem Bodenbewuchs und jährlichem Niederschlag über 600 mm. Häufig bewohnt sie bewaldete Gebiete mit Buchen, Eichen, Kiefern und Eukalyptus und anderen Feuchtgebiete mit dichter Vegetation. Aber auch auf landwirtschaftlich genutzten Feldern, an Flussufern und felsigen Gebirgsausläufern ist sie zu finden. Im Gebirge kann sie Höhen bis zu 2.000 Meter über Meereshöhe besiedeln.

## Verbreitung

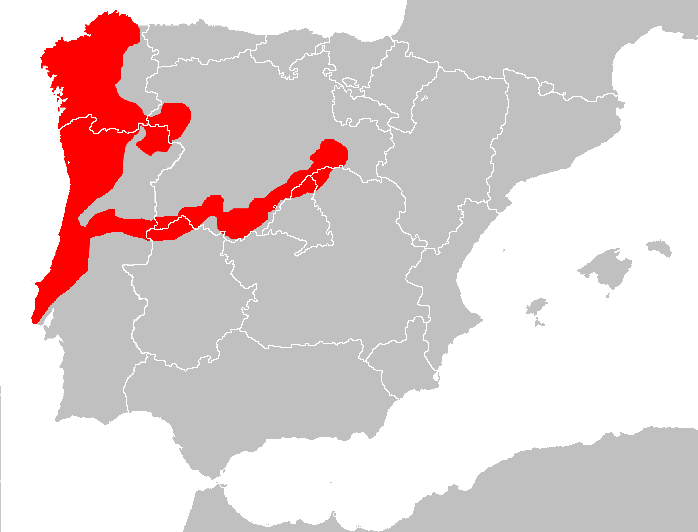
Verbreitungsgebiet der Iberischen Waldspitzmaus

Die Iberische Waldspitzmaus ist nur in Portugal und Spanien beheimatet. Sie besiedelt das Iberische Scheidegebirge und die Westküste der Halbinsel von Galicien im Norden bis an den Fluss Tagus im Süden.

## Ökologie
Iberische Waldspitzmäuse ernähren sich, typisch für Spitzmäuse der Gattung Sorex, in erster Linie von Invertebraten, darunter Würmer, Insekten, Spinnen und Schnecken. Sie selbst werden häufig Beute von Raubvögeln wie der Schleiereule und einigen Raubtieren wie Wild- oder Hauskatzen.

## Bestand und Gefährdung
Die Iberische Waldspitzmaus wird von der IUCN als nicht gefährdet (least concern, LC) eingestuft. Da die Art auf der iberischen Halbinsel endemisch ist, sind Portugal und Spanien besonders für ihren Schutz verantwortlich. Die Durchführung von Studien könnte helfen, den tatsächlichen Zustand der Population zu bewerten und mögliche Schutzmaßnahmen zu definieren.

## Nachweise
1. 1 2  Garcia-Perea, R., Ventura, J., Lopez-Fuster, M. J. & Gisbert, J. (1997): Mammalian Species: Sorex granarius. 554: 1–4.
2. ↑  Mathias, M. L., Santos-Reis, M., Palmeirim, J. & Ramalhinho, M. G. (1999): Guia dos mamíferos terrestres de Portugal continental, Açores e Madeira. Instituto da Conservação da Natureza. Lisboa.
3. 1 2  Palomo, L. J. & Gisbert, J. (2002): Atlas de los mamíferos terrestres de España. Dirección General de Conservación de la Naturaleza. SECEM-SECEMU, Madrid.
4. 1 2 3 4  Cabral, M. J., Almeida, J., Almeida, P. R., Dellinger, T., Ferrand de Almeida, N., Oliveira, M. E., Palmeirim, J. M., Queiroz, A. I., Rogado, L. & Santos-Reis, M. (2005): Livro Vermelho dos Vertebrados de Portugal. Instituto da Conservação da Natureza, Lisboa.
5. 1 2  Palomo, L.J., Amori, G. & Hutterer, R. (2008): Sorex granarius, in: IUCN Red List of Threatened Species,
6. ↑  Mitchell-Jones, A. J., Amori, G., Bogdanowicz, W., Krystufek, B., Reijnders, P. J. H., Spitzenberger, F. & Zima, J. (1999): The atlas of European mammals. London.
7. ↑  Madureira & Ramalhinho (1981): Notas sobre a distribuição, diagnose e ecologia dos Insectivora e Rodentia portugueses. Arquivos do Museu Bocage, 1:165–263